# Szolea

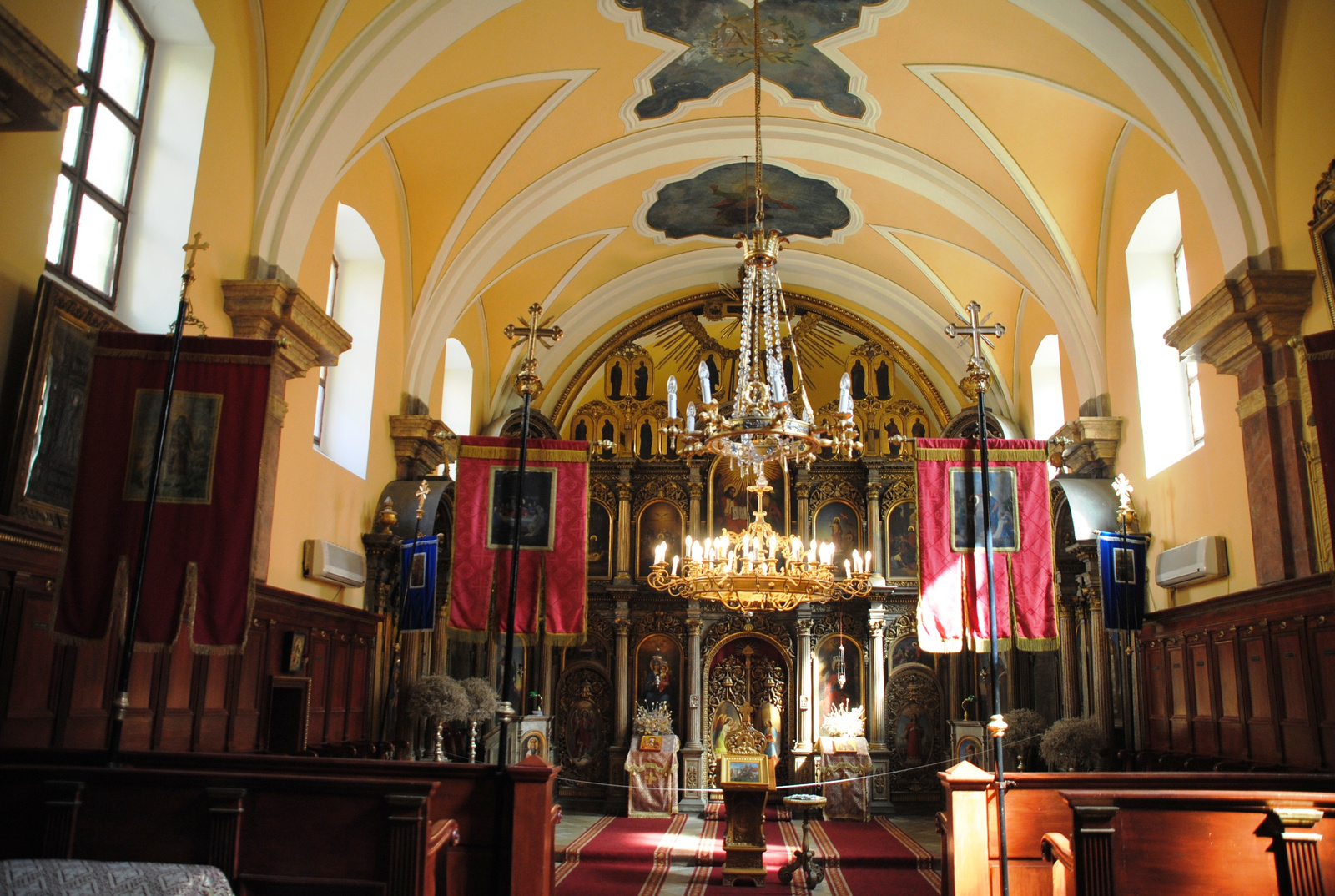
A budapesti Szerb templom egy fokos szoleája

A szolea (a görög σόλιον - „szólion” szóból ered, jelentése: padló, megemelt hely) a görögkatolikus és az ortodox templomépítészetben az ikonosztáz és a főhajó közötti megemelt teret jelenti. A szolea az oltárral egy szinten helyezkedik el, általában páratlan számú lépcsőfokkal (leggyakrabban egy vagy három fokkal) magasabban a főhajó padlószintjénél. Ezt a teret gyakran az oltár meghosszabbításának tartják, amely az ikonosztázion alatt kinyúlik a laikusokhoz, a templom főhajójába. A szolea tehát szimbolikusan összeköti az isteni teret, azaz az oltárt az emberekkel, vagyis a főhajóval a papság közvetítésével.
A szolea funkciója egyrészt az, hogy a megemelt térrel valamilyen szinten elválassza a főhajót és az oltárat, jelezve, hogy a szentély magasabb rangot tölt be, ahová nem léphet be bárki. Másrészt a szolea a keleti rítusú liturgiában a mise fontos színtere. A papság sokat mozog az ikonosztázion előtti szűk, megemelt téren, innen prédikálnak, itt olvassák fel az evangéliumot és ez a befejező imák helyszíne is.

A korai építésű templomokban a szolea megemelt szintjéből egy folyosó futott ki egészen a templomtér közepéig. Közepénél ennek maradványaként, elsősorban az ortodox templomokban találjuk az ambónt, amely a szolea síkjából középen félkörívben emelkedik ki. Az ambón az evangélium felolvasásának helye. A szolea két végén pedig a hagyományos ortodox építészet szerint a kántorszékek (görögül klírosz) állnak. Ez a kórus vagy az éneklészek helye.

A szolea a szláv építészetben széles, gyakran egy - másfél méteres teret jelent, míg a görög illetve balkáni templomtérben jellemzően szűkebb, mindössze pár tíz centiméternyi szoleát találhatunk.

## Külső hivatkozások
- Liturgikus Lexikon
- Netlexikon[halott link]